# Paralimnophila (Paralimnophila) conspersa
Paralimnophila (Paralimnophila) conspersa is een tweevleugelige uit de familie steltmuggen (Limoniidae). De soort komt voor in het Neotropisch gebied.